# 김흠운
김흠운(金欽運, ?~655년)은 신라의 관리이다.

## 생애
그는 왕족이지만 거리가 먼 진골 출신이었다. 내물 마립간의 8대손이며 아버지는 잡찬 김달복이고, 어머니는 김서현의 딸 정희이다. 또한 그는 태종무열왕의 사위이자, 신문왕의 장인이다.
소년 시절에 화랑 문노 휘하의 낭도가 되었으며 같은 화랑도인 전밀에 의하면 그는 일찍부터 이름있게 죽어간 옛 화랑들의  들으며 눈물을 흘렸고, 자신도 그들처럼 싸우다가 명예롭게 죽겠다고 다짐했다 한다. 그는 태종무열왕의 딸 요석공주와 결혼했는데 딸을 낳는데 후일 신목왕후가 되어 효소왕을 낳았다.
655년 조천성(助川城, 현. 충청북도 영동군)에서 백제군과 신라군이 교전했는데, 이때 김흠운은 낭당대감(郎幢大監)으로 재직 중 출정하였다. 그는 진골 귀족이었지만 병사들과 함께 직접 비바람을 맞으며 생활하였다. 그러나 백제군이 야간에 조천성을 기습공격하자 김흠운은 퇴각하지 않고 싸우다가 전사했다. 무열왕은 그에게 일길찬 관등을 추증하였다. 후일 신라 사람들은 그를 기리며 양산가(陽山歌)라는 노래를 지어 불렀다 한다. 김흠운의 전사로 요석공주는 과부가 되었다가 후에 원효대사와 재혼하였다. 삼국사기 신문왕편에는 신목왕후를 김흠운의 딸이라 했는데 삼국사기 효소왕편에는 효소왕의 어머니 신목왕후의 아버지 김운공을 김흠운이라고 부른다는 대목이 있다.

## 가족 관계
- 아버지 : 김달복(金達福), 내물왕의 7대손
- 어머니 : 김정희(金政姬), 소판 김서현의 딸
  - 여동생 : 김흠신(金欽信)
  - 매부 : 보로전군(寶路殿君), 슬하에 2녀
  - 매부 : 진공(眞功)
    - 조카 : 신공(信功)

  - 동생 : 김흠돌(金欽突)
    - 조카 : 폐비 김씨 - 신문왕의 첫째 부인
- 부인 : 요석공주(瑤石公主)[1]
  - 딸 : 신목왕후(神穆王后) - 신문왕의 두번째 왕비
  - 아들 : 김마차(金摩次)

## 같이 보기
- 김흠돌
- 신목왕후
- 요석공주
- 문무왕
- 신문왕
- 태종무열왕